# Dag Otto Lauritzen
Dag Otto Lauritzen (* 12. September 1956 in Grimstad) ist ein ehemaliger norwegischer Radrennsportler.

## Sportliche Laufbahn
Lauritzen wurde im Amateurbereich 1983 Landesmeister im Mannschaftszeitfahren und siegte 1983 und 1984 beim Straßen-Einzelrennen der nordischen Meisterschaften. 1984 wurde er darüber hinaus norwegischer Meister im Straßen-Einzelrennen und gewann die neunte Etappe der Österreich-Rundfahrt. Bei den Olympischen Sommerspielen im gleichen Jahr in Los Angeles errang er hinter dem Amerikaner Alexi Grewal und dem Kanadier Steve Bauer die Bronzemedaille im olympischen Straßenrennen. Bei den Straßenradsport-Weltmeisterschaften 1983 kam er auf den 16. Rang und war damit bester Norweger.
Während seiner Zeit als Amateur gehörte er dem Radsportverein Glåmdal an.
Nach den Spielen wechselte Dag Otto Lauritzen zu den Profis und wurde 1986 Dritter in der Gesamtwertung der Tour du Haut-Var. Ein Jahr später gewann er das Rennen Rund um den Henninger-Turm sowie in Luz Ardiden die 14. Etappe der Tour de France und war damit der Erste. 1989 siegte er in der Gesamtwertung der Tour de Trump, aus der 1991 die Tour DuPont hervorging, und belegte den dritten Platz im Gesamtklassement der Flandern-Rundfahrt. Im Jahr 1993 konnte er die dritte Etappe der Tour of Britain und die 14. Etappe der Vuelta a España für sich entscheiden. Er startete mehrfach bei den UCI-Weltmeisterschaften im Straßenrennen für die norwegische Nationalmannschaft. Sein bestes Ergebnis dabei erreichte er 1986 in Colorado Springs in den USA mit dem 25. Platz.

## Berufliches
Vor seiner Laufbahn als Radsportler war Dag Otto Lauritzen Polizist und Fallschirmjäger. 1980 hatte er bei einem Fallschirmsprung einen schweren Unfall, vier Jahre später holte er bei Olympia Bronze.
Ende 1994 zog sich Lauritzen vom Leistungssport zurück. Danach war er unter anderem Sportkommentator für den norwegischen Fernsehsender TV2 bei Radsportereignissen sowie Botschafter für die Bewerbung der Stadt Tromsø um die Ausrichtung der Olympischen Winterspiele im Jahr 2018. 2007 nahm er an der norwegischen Ausgabe einer Tanzshow teil und belegte den zweiten Platz. Lauritzen moderiert regelmäßig TV-Sendungen, durch die Zuschauer zu sportlichen Aktivitäten angeregt werden sollen. Er gewann die 2009 ausgestrahlte erste Staffel der Fernsehsendung Mesternes mester. 2007 veröffentlichte Lauritzen gemeinsam mit Thor Hushovd ein Buch mit Tipps für Radsportler.

## Erfolge
1983
- Nordische Amateur-Meisterschaft – Straßenrennen
- Norwegischer Meister – Mannschaftszeitfahren (mit Morten Sæther, Jon Rangfred Hansen und Tom Pedersen)
- Roserittet

1984
- Olympische Spiele – Straßenrennen
- eine Etappe Österreich-Rundfahrt
- Nordische Amateur-Meisterschaft – Straßenrennen
- Norwegischer Meister – Straßenrennen

1986
- eine Etappe Schweden-Rundfahrt

1987
- eine Etappe Tour de France
- Gesamtwertung und drei Etappen Redlands Bicycle Classic
- Rund um den Henninger-Turm

1989
- Tour de Trump

1990
- eine Etappe Tour de Trump
- Norwegischer Meister – Straßenrennen

1992
- Gesamtwertung und drei Etappen Norwegen-Rundfahrt

1993
- eine Etappe Vuelta a España
- eine Etappe Drei Tage von De Panne
- eine Etappe Tour of Britain

## Grand-Tour-Platzierungen
| Grand Tour            | 1986 | 1987 | 1988 | 1989 | 1990 | 1991 | 1992 | 1993 | 1994 |
| --------------------- | ---- | ---- | ---- | ---- | ---- | ---- | ---- | ---- | ---- |
| Vuelta a EspañaVuelta | –    | –    | –    | –    | –    | –    | –    | DNF  | –    |
| Giro d’ItaliaGiro     | –    | –    | –    | 64   | –    | –    | –    | –    | –    |
| Tour de FranceTour    | 34   | 38   | 34   | DNF  | 56   | DNF  | –    | 90   | 50   |

## Teams
- 1984–1986 Peugeot
- 1987–1990 7-Eleven
- 1991–1992 Motorola
- 1993–1994 TVM-Bison Kit